# Dvalinn (nano)

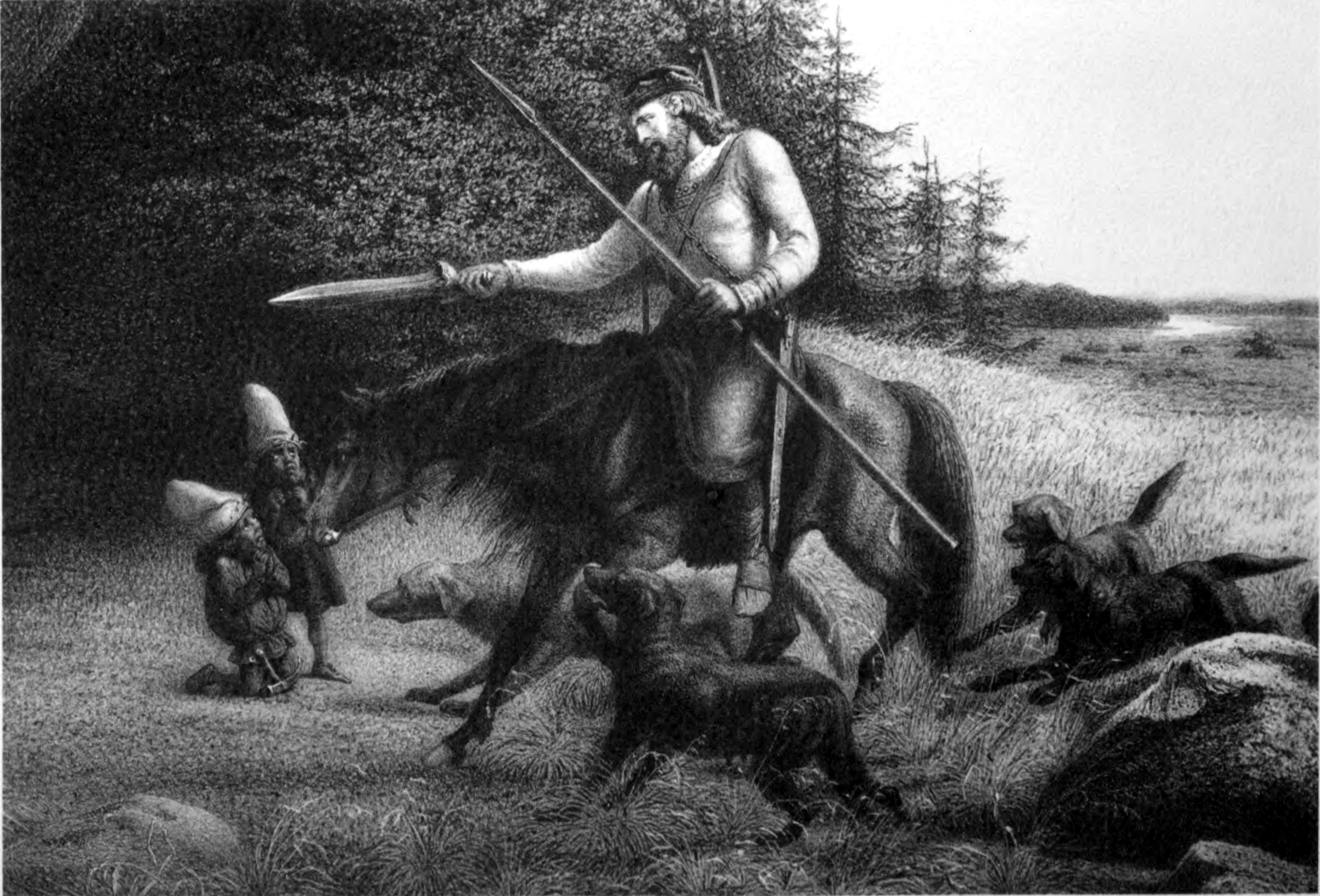
Lorenz Frølich, Re Svafrlame si procura la spada Tyrfing (1906).

Dvalinn (o Dvalin, Dvalínn in norreno) è un nano della mitologia norrena, che compare in diversi racconti e kenning. È uno dei quattro nani artefici della collana Brísingamen per la dea Freyja e della lancia magica del dio Odino Gungnir.

## Nome
Il nome Dvalinn si può tradurre come il "dormiente" o "l'addormentato", dal danese e norvegese dvale e dallo svedese dvala che significano "dormire", "condizione inconscia" o "ibernazione".

## Dvalinn nella leggenda
Il nano Dvalinn compare come uno dei quattro cervi di Yggdrasill sia nel Grímnismál dell'Edda poetica, sia nel Gylfaginning dell'Edda in prosa.

### Edda poetica
Nel poema Vǫluspá dell'Edda poetica Dvalinn viene citato inizialmente in una lista di nani e successivamente come alla guida di un gruppo di nani alla ricerca di una nuova dimora.
| (norreno) «Nýi ok Niði, Norðri, Suðri, Austri, Vestri, Alþjófr, Dvalinn, Bifurr, Bafurr, Bömburr, Nori, Ánn ok Ánarr, Óinn, Mjöðvitnir.» (italiano) «Nýi e Níði, Norðri, Suðri, Austri, Vestri, Alþjófr, Dvalinn, Bívörr, Bávörr, Bömburr, Nóri, Ánn e Ánarr, Ái, Mjöðvitnir.» (Edda poetica, Vǫluspá, st. 11) | (norreno) «Mál es dverga í Dvalins liði ljóna kindum til Lofars telja, þeir es sóttu frá salarsteini aurvanga sjǫt til Jǫruvalla.» (italiano) «È tempo che i dvergar della stirpe di Dvalinn, ai figli degli uomini, fino a Lofarr enumeri. Loro che arrancarono dal suolo roccioso, dimora di Aurvangar, fino a Jǫruvellir.» (Edda poetica, Vǫluspá, st. 14) |

Nel poema Hávamál si narra che Dvalinn avesse introdotto la scrittura delle rune presso i nani, come Dáinn aveva fatto per gli elfi e Odino per gli dei.
(Edda poetica, Hávamál, st. 143)
Nel Fáfnismál , Dvalinn è descritto da Fáfnir come il "padre delle Norne":

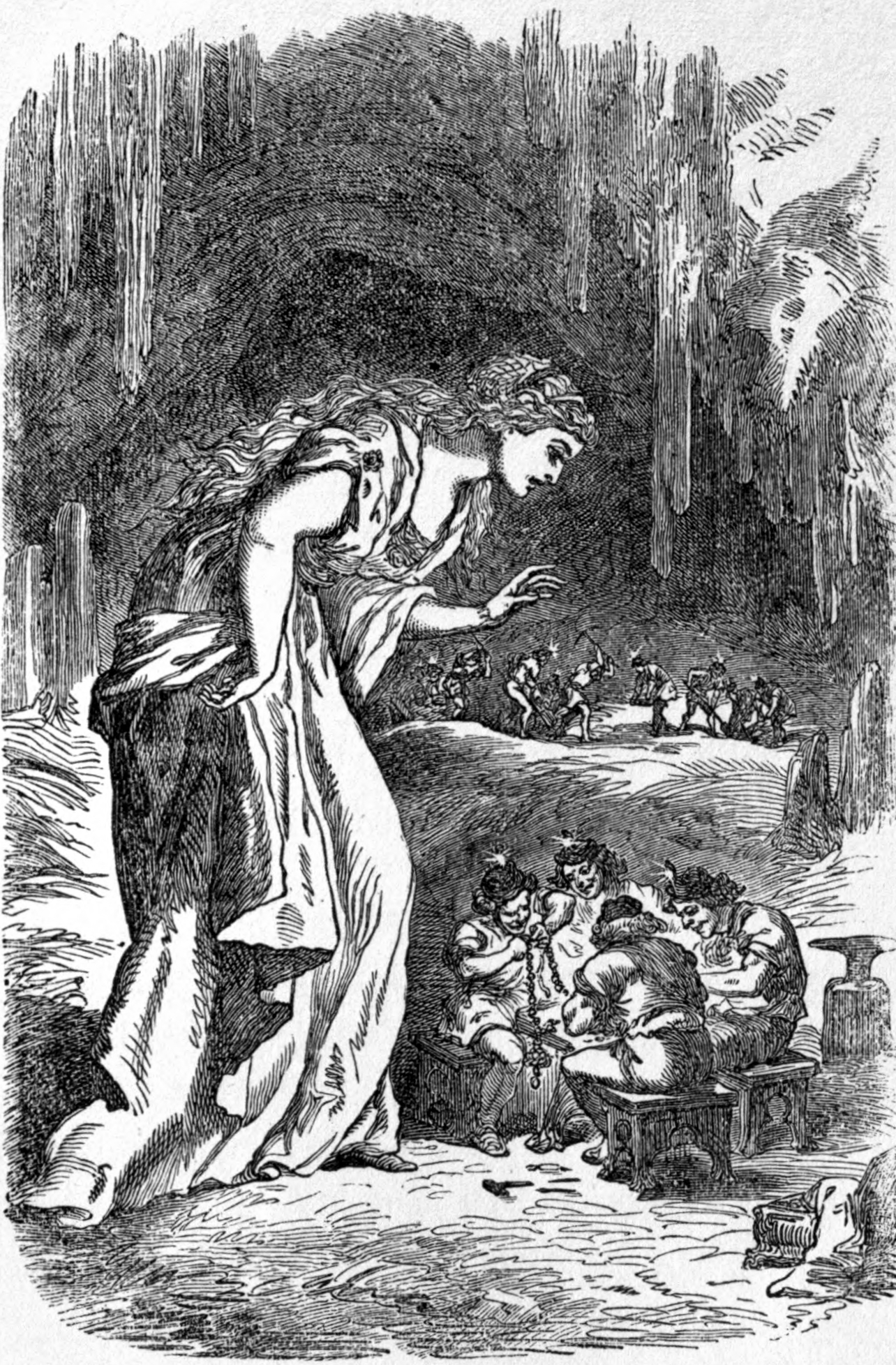
Louis Huard, Freyja nella grotta dei nani (1891).

(Edda poetica, Fáfnismál, st. 13)
Nell'Alvíssmál, Dvalinn è citato in una kenning per il sole, "compagna di Dvalinn":
(Edda poetica, Alvíssmál, st. 16)

### Saga di Hervör
Nella saga di Hervör, Dvalinn è uno dei due nani, insieme a Durinn, che forgiarono la spada magica Tyrfing.

### Sörla þáttr
Nel racconto breve islandese del XV secolo Sörla þáttr, Dvalin è il nome di uno dei quattro nani (Alfrigg, Berling e Grer) che realizzano la collana Brísingamen in seguito data a Freyja, la concubina di Odino, in cambio di una notte d'amore con ciascuno dei nani.
(Sörla þáttr, cap. I, par. 3)

## Influenza culturale
Il nome è stato ripreso dallo scrittore inglese J. R. R. Tolkien per Dwalin, uno dei nani citati nel Lo Hobbit. Rich Burlew, invece, usò il nome Dvalinn per il re dei Nani nel fumetto The Order of the Stick.
Dvalin inoltre è il nome di un campo petrolifero nel mar di Norvegia.
All'interno del videogioco Genshin Impact, Dvalin è il nome del drago che minaccia il protagonista nelle prime ore di gioco.